# Incidente de Varginha

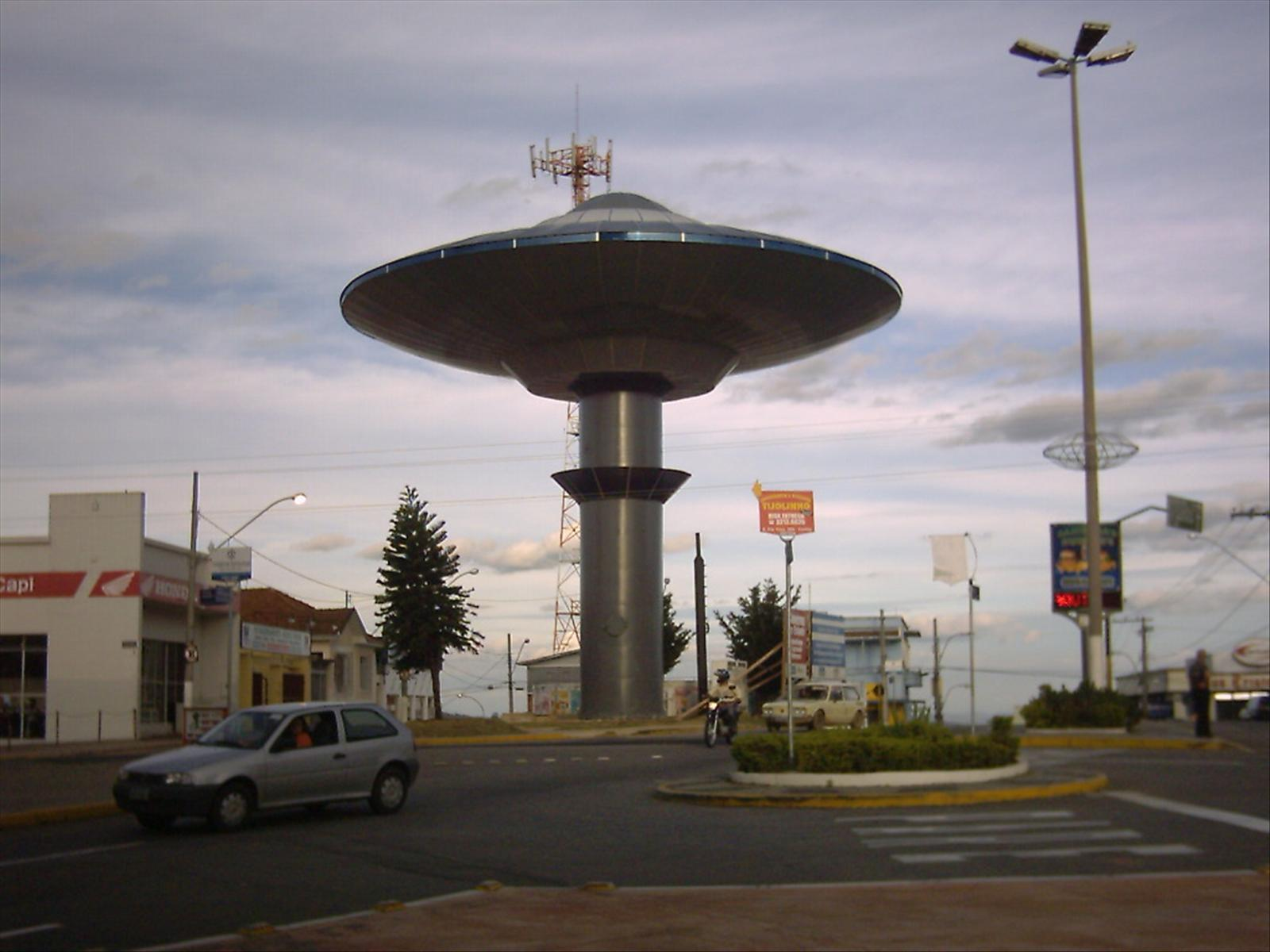
Um dos monumentos criados em Varginha após o incidente

Incidente de Varginha ou Incidente em Varginha, como ficou conhecido pela imprensa brasileira, foi uma alegada série de aparições de objetos voadores não identificados (OVNIs), que gerou teorias da conspiração sobre captura de seres extraterrestres (ETs) pelas autoridades militares brasileiras em janeiro de 1996, no município de Varginha, sul do estado de Minas Gerais. 
Tais relatos foram primeiramente transmitidos no Fantástico, e rapidamente reuniu extensa cobertura de mídia em todo o mundo, incluindo um artigo no The Wall Street Journal.
Toda a história é baseada em relatos e testemunhos. As autoridades locais e federais negaram todas as afirmações de naves e seres extraterrestres, enquanto teóricos da conspiração alegaram encobrimento. A falta de evidências do incidente, baseada unicamente em relatos e testemunhos, foi notada até mesmo por ufólogos crédulos. O ufólogo Kevin Randle notou que não há evidências físicas que deem suporte ao caso, acrescentando que "Na verdade, não fomos capazes de verificar nada". E o ufólogo brasileiro Ubirajara Rodrigues, um dos principais divulgadores da história em 1996, afirmou que "Não há prova de que foi capturado um ser extraterrestre".

## Relatos

### Os relatos de criaturas
O caso se baseia no relato de três mulheres que, à época, tinham entre 14 e 21 anos: as irmãs Liliane e Valquíria Fátima Silva, e sua amiga Kátia Andrade Xavier. Na tarde de 20 de janeiro de 1996, quando chovia forte e ventava muito, as três resolveram pegar um atalho por um terreno baldio, onde disseram terem se assustado com uma criatura de olhos vermelhos agachada.
As irmãs Silva afirmaram ter fugido e disseram à mãe que tinham visto o "diabo". A mulher não acreditou nelas até que foi para a área onde elas supostamente tinham visto a criatura, onde diz que sentiu um cheiro desagradável que não soube descrever, e não encontrou nada além de uma marca no chão e um cachorro cheirando o lugar. Depois de relatar seu conto à família e amigos, as meninas foram contactadas pelo ufólogo Ubirajara Rodrigues, e logo boatos começaram a se espalhar por toda a cidade sobre avistamentos de OVNIs e criaturas alienígenas sendo abduzidas pelas forças militares.
O zelador do zoológico local também afirmou ter visto uma criatura estranha, levada para lá pelo Corpo de Bombeiros, mas que não foi deixada lá. Nos meses seguintes, três animais morreram sem causa conhecida.
O áudio de um relato fornecido por ufólogos e atribuído a um militar anônimo dava detalhes da suposta criatura, e afirmava que esta teria sido recolhida pelo Corpo de Bombeiros - que emitiu nota desmentindo a alegação - e levada para a EsSA (Escola de Sargentos das Armas). O comandante da EsSA, General Lima, leu nota em coletiva de imprensa negando estas alegações.(5:00) O coronel Olímpio Vanderlei, que ufólogos alegam ter sido apontado por um militar como líder da operação de captura do suposto ET, não gravou entrevista, e disse por telefone que a história foi inventada por um ex-soldado.(5:50)

### Relatos de aparições de OVNIs
Oralina e Eurico de Freitas, proprietários de uma fazenda na cidade, após os relatos descritos acima, afirmaram terem visto um OVNI pairando sobre seu pasto em uma madrugada de janeiro daquele ano. Oralina disse ter sido atraída pela agitação súbita de seus animais e que viu um objeto voador. Ela disse ainda que chamou o marido e que eles observaram o objeto por cerca de 40 minutos.
Em fevereiro de 2017 foi divulgado um documento do Ministério da Aeronáutica onde fazendeiros e comerciantes afirmaram terem visto OVNIs ao redor do município, em 1971. Segundo o documento, o OVNI sobrevoou a Escola de Sargentos das Armas em Três Corações e causou alguns transtornos aos moradores.

## Investigações oficiais

### Sindicância ESA
Em maio de 1996, o Comandante da Escola de Sargentos das Armas - EsSA, determinou a abertura de uma sindicância para investigar as notícias veiculadas pela imprensa envolvendo militares da escola. O responsável pela sindicância foi o Cel. Rene Jairo Fagundes, e foram ouvidos os militares citados pela mídia e suas testemunhas.
Concluiu-se que, em relação a movimentação extraordinária de viaturas militares na cidade de Varginha, o aludido deslocamento tratou-se de manutenção dos veículos em concessionária nos dias 25 e 26 de janeiro, portanto, não nos dias 22, 23 e 24, datas dos aludidos eventos do Caso Varginha. Que os militares citados não participaram de nenhum transporte de qualquer tipo de carga e que os meios de comunicação estavam equivocados, dando publicidade a fatos inverídicos.

### Inquérito Policial Militar
Em 29 de janeiro de 1997, o Comandante da Escola de Sargentos das Armas - EsSA, determinou, a instauração de um Inquérito Policial Militar (IPM), sobre as alegações contidas no livro Incidente em Varginha, de autoria de Vitório Pacaccini e Maxs Portes. O resultado do IPM foi levado a público pela mídia em outubro de 2010.
Concluiu-se que apenas pesquisas pseudocientíficas e descrições de caráter sensacionalista, baseadas em provas testemunhais de credibilidade duvidosa. A hipótese mais provável oferecida para a suposta criatura avistada pelas três mulheres foi que poderia ser um cidadão com problemas mentais conhecido na região como "Mudinho".
A movimentação de veículos militares foi explicada pelo fato de que viaturas do exército haviam sido levadas para manutenção, e as chuvas fortes terem ocasionado várias ocorrências que necessitaram atendimento dos bombeiros. Nenhuma dessas ocorrências envolveu apreensão de animal ou criatura estranha.
A conclusão do IPM foi de que a obra era de caráter ficcional, e que apesar da ingenuidade, não existiu prática de crime.

## Teorias da conspiração
O ufólogo Marco Antônio Petit disse ter depoimentos de várias fontes que confirmam a presença de seres extraterrestres e a queda de uma aeronave, e que elas foram "acobertados" pelas autoridades do Brasil.
O falecido ufólogo Claudeir Covo alegava que não estava chovendo quando as três meninas viram a criatura.

### Intimidação das irmãs
As irmãs Liliana e Valquíria, que disseram terem visto o ser desconhecido, disseram também que, cerca de quatro meses após o ocorrido, cinco homens apareceram na casa delas por volta das 22 horas, oferecendo dinheiro para que gravassem entrevista desmentindo o que vinham afirmando. Segundo elas, homens misteriosos começaram a seguir a mãe delas e também a dar telefonemas. Com medo, elas deram entrevistas à imprensa e a perseguição cessou.

### Relato anônimo de um suposto militar
Em uma reportagem do Fantástico, foi reproduzido um relato atribuído a um militar anônimo, que deu detalhes da suposta criatura, e afirmou que ela foi levada para a EsSA (Escola de Sargentos das Armas). Em coletiva de imprensa, o comandante da EsSA, General Lima, leu nota negando a história. O coronel Olímpio Vanderlei, que foi apontado por um militar como responsável pela captura do suposto ET, não gravou entrevista, e disse por telefone que a história foi inventada por um ex-soldado.

## Efeitos socioeconômicos

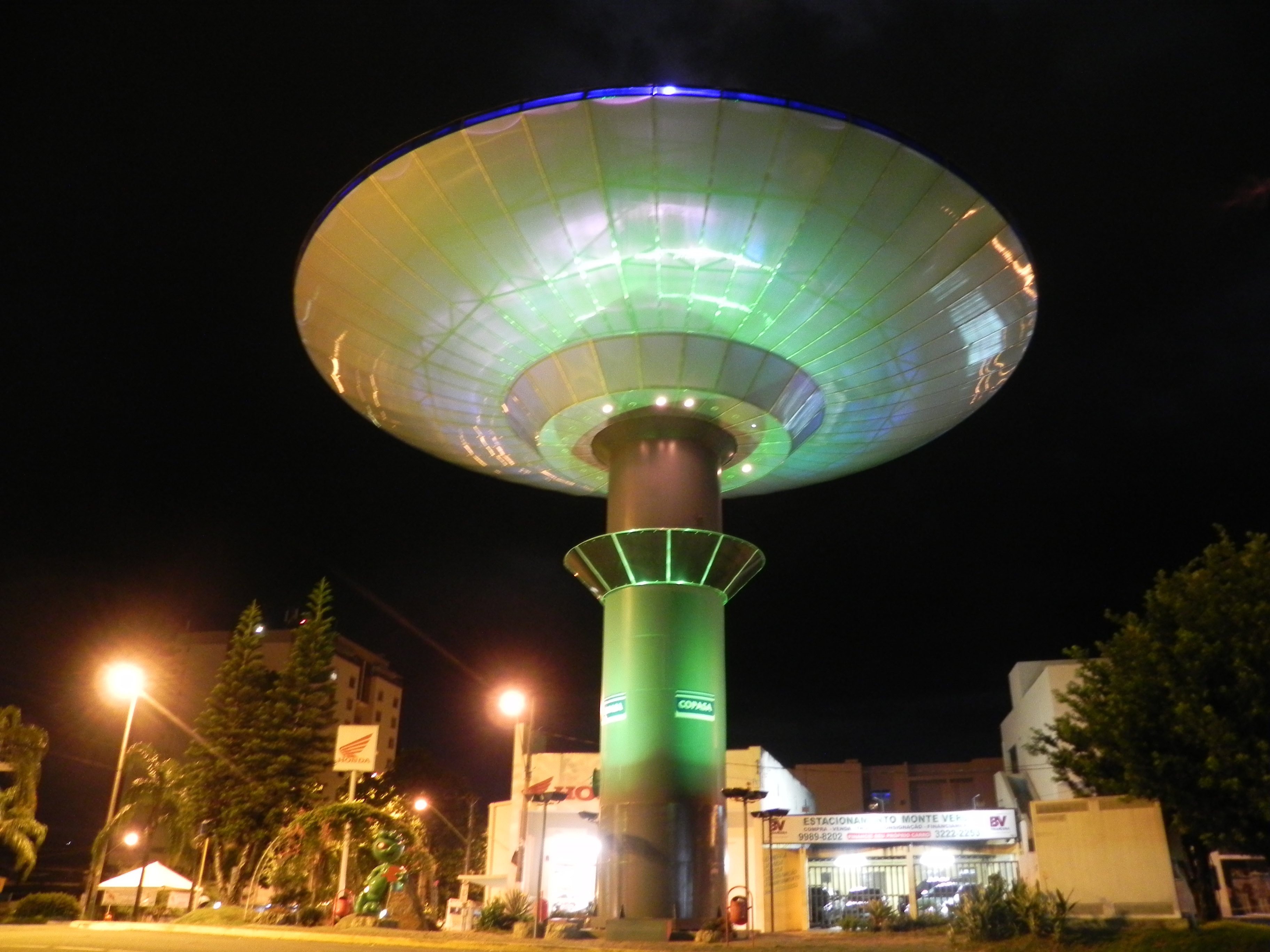
Nave espacial (caixa d'água) de Varginha iluminada no centro à noite

O Incidente de Varginha trouxe efeitos socioeconômicos à cidade de Varginha devido ao turismo. Os bonecos na forma de Grey com uniformes de times de futebol começaram a ser vendidos no local. Foram construídos pontos de ônibus e uma enorme caixa d'água em formato de naves espaciais na cidade. O desenho do ET foi usado eventualmente nas ilustrações de campanhas publicitárias.

## Livros, filmes e documentários
Livros
- O incidente inspirou a novela de ficção "E a Terra parou novamente - O caso dos ETs de Varginha" (Atual Editora), do escritor e jornalista Jorge Fernando dos Santos.

- O Caso Varginha, de Ubirajara Franco Rodrigues. (2001)[15]

- Em 2015 foi anunciado o lançamento do livro "Varginha, toda a verdade revelada", do ufólogo e escritor Marco Antônio Petit, que afirma denunciar "verdades não reveladas" do Inquérito Policial Militar (IPM).[16]

Filmes
Em 2020, o curta-metragem "1996", do diretor mineiro Rodrigo Brandão, revisita o incidente em uma história de terror feita nos moldes de mocumentário (no estilo de A Bruxa de Blair). O curta foi feito em VHS e segue a trajetória de duas adolescentes que estão indo até a cidade de Varginha no dia 20 de janeiro de 1996. Elas ficam perdidas em uma mata durante a noite e são encontradas pela criatura. O curta teve ótima recepção, recebendo críticas positivas e vencendo prêmios em vários festivais importantes como a 23ª Mostra de Cinema de Tiradentes.
Documentários
Em outubro de 2019, a Revista UFO apresentou o documentário "O ET de Varginha".
- 2022: Varginha: The Roswell of Brazil, do ufólogo James Fox[19]

Na TV
- 2011: UFO Files S1 E4: The Brazilian UFO Crash: The Truth, transmitido em 23 de julho, no Syfy[20]

Revistas Especializadas
- Revista OVNI Pesquisa publicou, na edição 7 de outubro de 2020, quando o caso completou 25 anos do caso, uma matéria exclusiva trazendo novas informações.[21]
- A Revista UFO publicou duas edições especiais dedicadas ao caso Varginha, a "UFO Especial 17 - Caso Varginha: um ano de pesquisas" e a "UFO Especial 17 - Caso Varginha: um ano de pesquisas", além de diversas matérias sobre o caso nas edições regulares.